# 마이클 벡

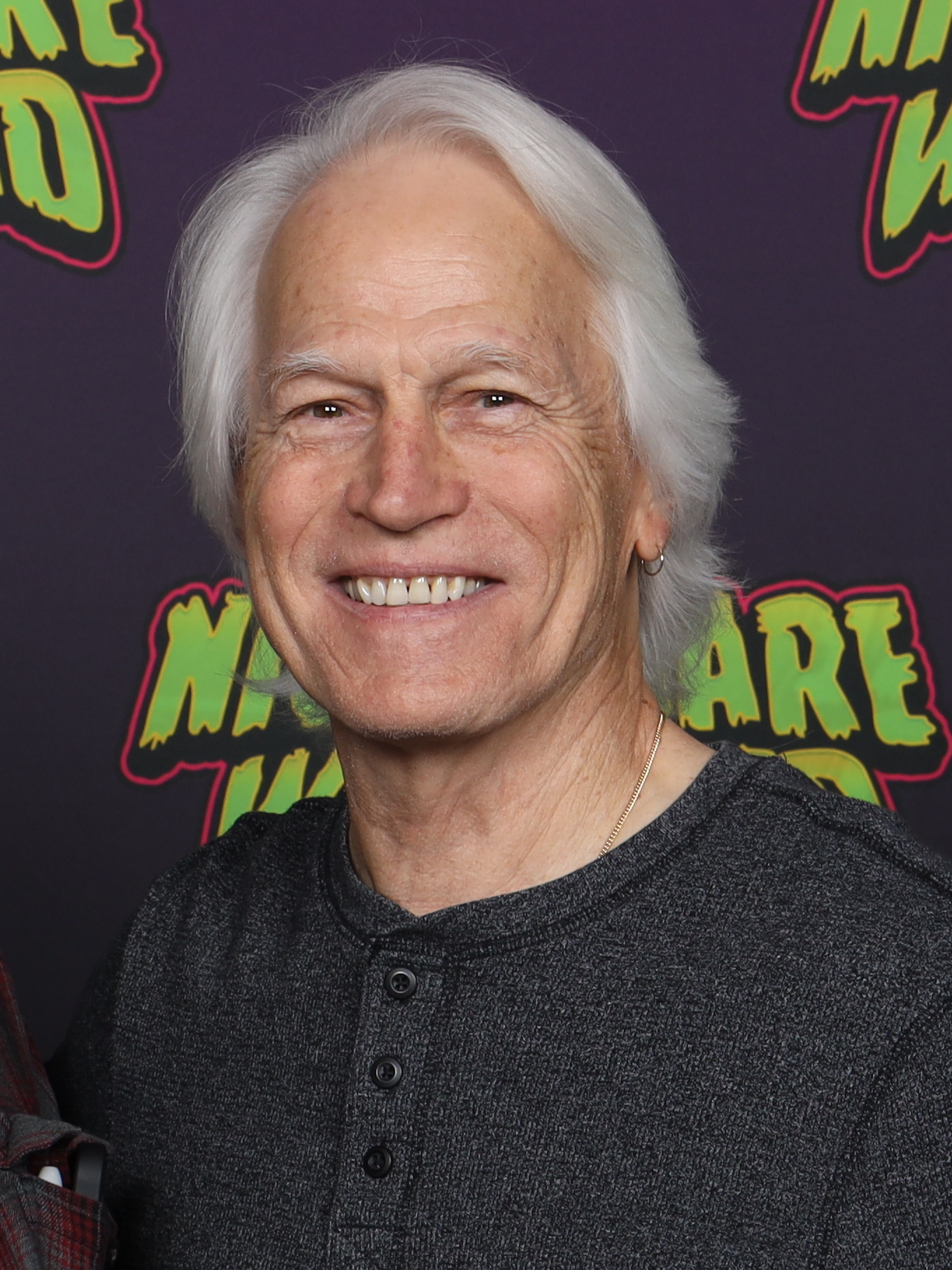

마이클 벡(Michael Beck, 1949년 2월 4일 ~ )는 마르세유의 영화배우, 텔레비전 배우이다.
멤피스에서 태어났다.

## 영화
- 내겐 너무 멋진 서쪽 나라 (2002년)
- 숲속의 전사 (1996년)
- 살인 목격 (1993년)
- 스트레인저 앳 마이 도어 (1991년)
- 죽음의 게임 (1991년)
- 휴스턴 나이츠 (1987년)
- 텍사스의 풍운아 (1986년)
- 칠러 (1985년)
- 잃어버린 과거 (1985년)
- 욕망의 그림자 (1984년)
- 황금 물개의 전설 (1983년)
- 무장 트럭 (1982년)
- 블랙힐의 황금 (1982년)
- 메가포스군단 (1982년) - 댈러스 역
- 제너두 (1980년)
- 워리어 (1979년) - 스완 역
- 홀로코스트 (1978년)